# Ильницкая, Ольга Сергеевна
Ольга Сергеевна Ильницкая (род. 31 июля 1951, Бессарабское, Измаильская область) — украинская писательница, поэтесса и журналистка.
Член PEN International, Союза писателей Москвы, Южнорусского Союза писателей, Национального Союза журналистов Украины.
Первая публикация - в 1991 г. в альманахе «Вольный город» (Одесса: Маяк).
Спустя 22 года вышла книга «Глаголы настоящего времени» (с тем же составом авторов и составителем, поэтом Юрием Михайликом), Киев, 2013.
В 1995 году изданы книги прозы «Откуда мы уходим» и стихов «Сквозное жильё» под общей обложкой с объединяющим названием «Жизнь тому вперёд».
Переведена Элизабет Шарп на английский язык: «State of Emergency» и вышла в серии New prose from Ukraine, Alterpress publishers, Kiev, 2000.
Печатала стихи и прозу в журналах «Знамя», «Арион», «Октябрь», «Крещатик», «Юность» и других.
Первая её книга была издана в 1995 году
В марте 2014 года вместе с рядом других деятелей науки и культуры выразила своё несогласие с политикой российской власти в Крыму.

## Отзывы критики
«Когда я думаю о том, что ты пишешь, вспоминаю строку одного из самых ранних твоих стихотворений: „ У меня нет таких слов, чтобы были не о любви“. Точное предсказание. Это твоё главное».
Андрей Курков. Киев.
***
«Твой Сесер Вальехо потрясающ. И твои печальные стихи хороши. Но письма твои зовут тебя к прозе — прозе поэта, мыслящего иносказанием, тропом. Вероятно, ты права, отказываясь стучаться в разные двери. Не заметишь, как себя потеряешь, для тебя же быть собою не просто главное „условие“, а весь смысл. Верю: твоё время ещё впереди. Рассчитываю даже дожить до него».
Михаил Гефтер, Москва.
***
"Узнав поэзию Ильницкой,
ушёл на пенсию Щербицкий*.
Даст Бог, стихи её прочтут
и те, кто вслед за ним уйдут… ".
Виктор Коркия, Москва.
*В. В. Щербицкий — член Политбюро ЦК КПСС
***
«Спасибо Вам за Ваши стихи. Они хороши. Я услышал, что вам плохо. Вы обуреваемы страстями, верой и нетерпением что-то делать и играть с огнём. Я боюсь любого действия, любого „дела“, тем более связанного со страстями. Именно страсти больше всего мешают услышать Бога. Я с радостью отдал бы какую-то часть жизни, если бы кто-то научил меня, как помочь Вам…
Постарайтесь быть счастливой».
Борис Чичибабин. Харьков.
***
«Ольга Ильницкая
Заглянув за дверь чулана,
Закричу: „О Боже мой!“
Там углан в спецовке старой
Всех пугает — у-лю-лю!
………………………………………
. Мандельштам лежит на нарах
(Осип, я тебя люблю).
………………………………………
Кров над ним высок и бел.
На виски крошится мел.
И на остром подбородке
Чёрный волос поредел.
— Как известно, поражающие читателя откровения в поэзии и прозе, воспринимаемые сначала как перехлест, со временем становятся литературным достоянием.
В этом стихотворении художественное бесстрашие Ольги Ильницкой поразительно. При нашей общей любви к Мандельштаму и заворожённости его поэзией она сумела просто сказать в стихах: „Осип, я тебя люблю“.
Это одно из немногих современных стихотворений, в которых актуализация женского начала открывает читателю общекультурное явление — силу и многозначность влияния на русскую поэзию последнего полувека замученного режимом поэта».
Белла Верникова.
http://bella-vernikova.livejournal.com
***
Дорогая Оля! Есть поэты, чья громоздскость — способ выразить муку, но ты не Байрон, ты другой. Сила твоя в очень коротких, простых, горьких словах и чувствах. Тебе лучше выращивать книгу в почве автобиографической. Не на ней, а в ней. Ты глубже и мудрее рукописи, у тебя в жизни очень своё лицо…". Юнна Мориц.

«Ольга Ильницкая безусловно обладает даром „сгущения жизни“. Вероятно, это дар поэтический. Её проза — это преображённая поэзия. Такие преображения необходимы, ибо подключаются иные энергии». — Сергей Бирюков. «Русская мысль»,
27 июня 2002 г.

***
«
…Дорогая Оля, по-моему, рассказ очень хорош („Стол справок“), особенно в первой половине, где язык чище, то есть с жизненной сумасшедшинкой…

Полагаю, что у Вас дар замечательного прозаика, но избегайте чересчур пародийных монологов и диалогов в духе одесской школы, а близьтесь к платоновской евангеличности, без перегибов южной сатиры. Ваша собственная речь самоценна и обладает тектоничностью, способностью сдвигаться с места толстыми слоями в разных направлениях одновременно, — вот этим надо, я полагаю, особенно дорожить, описывая глубинные объёмы.

Работа Ваша с архивом, с речью документа — очень сильный стилевой источник, дороже он золота, — не отступайтесь, не ищите свою „жванецкость“, у Вас во владении нечто большее, более серьёзное, горькое и непреложное. Не поддавайтесь веселью литературного момента с его „капустниками“ и пародиями на пафос. Все сгниёт злободневное, останется только лирика.

Я очень верю в талант ваш, поэтому пишу как бы „вообще“, не только об этом рассказе, который мне весьма нравится без оговорок, а обо всем впрок и „на вырост“, пишу Вам, исходя из личного опыта.

„Смиренное кладбище“ меня не восхитило, как многих, — в нём вижу избыточность речевых манифестаций, это — „Цемент“ Гладкова, сильно перелицованный на манер новой волны. У Вас все чище, естественней, потому и страшней. Если Вас не погубит авторитет „одесского вкуса“, — быть Вам дивным прозаиком!

Всех Вам радостей и удач». — Юнна Мориц, 18 октября 1988 г.

## Книги
- Вольный город: Стихи. (Антология молодых одесских поэтов) — Одесса: Маяк, 1991. — 344 Предисл. и сост.: Ю. Н. Михайлик; худож. О. П. Сон. — ISBN 5-7760-0350-4
- Ильницкая О. С. Жизнь тому вперед: Стихи и проза; Откуда мы уходим: Проза. — О.: ОКФА, 1995. — 256 с. — ISBN 5-7707-6941-6.
- State Of Emergency. (Сборник рассказов)  — Перевод на английский язык Элизабет Шарп. Серия New prose from Ukraine, Alterpress publishers, Kiev, 2000.
 — ISBN 966-542-001-1; ISBN 966-542-047-X
- Жужукины дети, или притча о недостойном соседе. (Антология короткого рассказа. Россия, 2-я половина XX века) — М.: НЛО, 2000. Составитель: А. Кудрявицкий.
- Твоими молитвами. (Книга одного стихотворения) — Одесса: Друк, 2001. (с илл. Златы Гончаровой). — ББК 84(4Укр=Рус)6-5 И45
- Венок Мандельштаму: Стихотворения. (Коллективный сборник) — Сост. Е. Голубовский, С. Кобринская. — Одесса: Друк, 2001. — ISBN 966-7487-83-0
- Ильницкая О. С. Семь встреч с Богом. — О.: Порты Украины, 2004. — 15 с. — ISBN 966-7928-01-02.
- Ильницкая О. С. Дебют на прощанье. — М.: Московский рабочий, 2002. — 375 с. — 1000 экз. — ISBN 5-239-02086-8.
- Ильницкая О. С. Божий человек. Книга про все хорошее. — О.: Порты Украины, 2007. — 128 с. — 1000 экз. — ISBN 966-7928-14-4.
- Ильницкая О. С. Семь встреч с Богом. — 2-е издание. — О.: Порты Украины, 2011. — 15 с. — ISBN 966-7928-01-02. (худож. Л. А. Фабричнов).
- Одесский мартиролог, том 1, (серия «Одесского Мемориала») — Одесса: ОКФА, 1997. — ISBN 966-571-065-9 (ошибоч.) Сост. Л. В. Ковальчук, Г. А. Разумов)
- Глаголы Настоящего времени: Стихи (Антология одесских поэтов спустя 22 года, тот же состав авторов, что и в книге «Вольный город») Предисл. и сост.: Ю. Н. Михайлик; худож. Л. Бессонова. Киев,
- Издательский дом Дмитрия Бураго, 2013. — ISBN 978-966-489-181-0
- Три+Три: Коллективный сборник прозы; библиотека участников клуба «Зелёная лампа» при Всемирном клубе одесситов; Одесса, ВМВ, 2012; 208 с. — Т 671 УДК 821.161’06(477.74)-17(082) ББК 84(4Укр-4Оде=Рус)-7я44
- Идёт по улице война: Стихи.- Порты Украины, Одесса, 2014. — 208 с.— ISBN 978-966-7928-24-7, ISBN 978-976-7928-24-7 (ошибоч.)
- Две книги стихов в самиздате Подмосковья — Киржач, 1979, и Ленинграда, 1989.

## Журналы
«Нева», «Юность», «Октябрь», «Сельская молодёжь», «Работница», «Век ХХ и мир», «Арион», «Футурум АРТ», «Дон» (Ростов-на-Дону); «Меценат и Мир», (Москва); «Офис», «Византийский Ангел», «Крещатик», «Соты»; (Киев); «Шапка альманаха», «Пассаж», «Одесса»;(Одесса); "Черновик (Нью-Йорк), «REFLECT…K…» (Chicago); США; «Артикль»(Тель-Авив).

## Альманахи
«Горизонт» (Одесса), «Истоки» (Москва), «Стрелец» (Москва — Париж — Нью-Йорк), «Дерибасовская-Ришельевская» (Одесса).
В периодике Украины, России, США, Германии, Венгрии, Франции, Израиля.